# معماری ای‌ام‌دی کا۱۰
ای‌ام‌دی کا-۱۰ نوعی از ریزمعماریِ شرکت ای‌ام‌دی در زمینهٔ ساخت ریزپردازنده است. هرچند گزارش‌های مبنی بر لغو شدن کا-۱۰ داده شد ، اما اولین تولیدات برمبنای نسل سوم پردازندههای مخصوص سِرور اوپتِرون در دهم سپتامبر سال ۲۰۰۷ روانه بازار شد. در یازدهم نوامبر سال ۲۰۰۷ نیز پردازنده‌های فنوم مخصوص رایانه‌های رومیزی به عنوان جانشین بلاواسطهٔ پردازنده‌های سری ای‌ام‌دی کا-۸ (آتلون ۶۴، اوپترون و سمپرون ۶۴ بیتی) عرضه شد.

## نام گذاری
احتمال می رفت که بعد از نامگذاری اسم رمز کا-۸ برای پردازنده‌های خانوادهٔ ای‌ام‌دی کا-۸ و آتلون ۶۴، شرکت ای‌ام‌دی دوباره از نامگذاری ِ ک (در اصل برای کریپتونیت ) استفاده نکند. چرا که پس از شروع سال ۲۰۰۵، هیچ پیمان‌نامه‌ای بر مبنای نامگذاری «کا»، بعد از سری کا-۸ در پرونده‌های رسمی ای‌ام‌دی و مطبوعات وجود نداشت.
نام «کا-۸-ال» ابتدا توسط چارلی دمریان (یکی از نویسندگان بازپرس) در سال ۲۰۰۵ ابداع شد  و توسط انجمن‌های فناوری اطلاعات متعددی به عنوان سرنام مناسب استفاده می‌شد . در حالی که بر اساس پرونده‌های رسمی ای‌ام‌دی، این خانواده از پردازنده‌ها با نام « پردازنده با تکنولوژی نسل بعد ای‌ام‌دی» مصطلح شده بودند.. در یک گزارش ویدئویی جوسِپه آماتو (مدیر فنی، فروش و بازاریابی ای‌ام‌دی) تایید کرد که نام رمز، کا-۱۰ است. بعدها توسط نشریهٔ بازپرس فاش شد که اسم رمز کا-۸-ال اشاره دارد به نسخهٔ کم مصرف خانوادهٔ کا-۸ که بعدها توریون ۶۴ نامگذاری شد و کا-۱۰ نام رسمی ریزمعماری بود .
ای‌ام‌دی از این ریزمعماری با نام « پردازنده‌های خانودهٔ ۱۰-اچ » نام می برد؛ چرا که جانشین پردازنده‌های خانوادهٔ ۰-اف-اچ (با اسم رمز کا-۸) است. ۱۰-اچ و ۰-اف-اچ به دستور کار ِ کد شناسایی پردازنده اشاره دارند. در مبنای شانزده ، ۰F برابر با ۱۵ و ۱۰ برابر با ۱۶ در مبنای دهدهی است. (فرم کا-۱۰-اچ گه‌گاه به عنوان ترکیب غلط ِ کد کا و شماره شناسهٔ خانواده به کار می رود).